# The Cosby Show
The Cosby Show (La hora de Bill Cosby en España, El show de Bill Cosby en Hispanoamérica) es una serie de televisión estadounidense protagonizada por Bill Cosby. Se estrenó en Estados Unidos en 1984 en el canal NBC. Narra la vida de los Huxtable, una familia afroamericana de clase media-alta que vive en el barrio de Brooklyn de Nueva York.

## Integrantes de la familia Huxtable
| Actor                 | Personaje                        | Descripción | Temporada | Temporada | Temporada | Temporada    | Temporada    | Temporada | Temporada | Temporada |
| Actor                 | Personaje                        | Descripción | 1         | 2         | 3         | 4            | 5            | 6         | 7         | 8         |
| --------------------- | -------------------------------- | --- | --------- | --------- | --------- | ------------ | ------------ | --------- | --------- | --------- |
| Bill Cosby            | Dr. Heathcliff «Cliff» Huxtable  | Padre de la familia Huxtable. Es ginecólogo. Suele llamar la atención por sus vistosos jerséis que lleva siempre. | Todas     | Todas     | Todas     | Todas        | Todas        | Todas     | Todas     | Todas     |
| Phylicia Rashad       | Dra. Clair Olivia Hanks Huxtable | Mujer de Cliff, madre de la familia Huxtable. Abogada de profesión. | Todas     | Todas     | Todas     | Todas        | Todas        | Todas     | Todas     | Todas     |
| Sabrina Le Beauf      | Sondra Huxtable Tibideaux        | Hija mayor de la familia. En las primeras temporadas estudia en la Universidad de Princeton. En la temporada 4 se casa con Elvin y tienen dos hijos mellizos: Winnie y Nelson.                                                            | Parcial   | Todas     | Todas     | Todas        | Todas        | Todas     | Todas     | Todas     |
| Lisa Bonet            | Denise Huxtable Kendall          | Segunda hija de Cliff y Clair. Se va a estudiar a la Universidad de Hillmann, pero un año después la abandona y se va a trabajar a África. Cuando regresa, está casada con Martin. En la última temporada vive en Singapur con su marido. | Toda      | Toda      | Toda      | No participa | No participa | Toda      | Toda      |           |
| Malcolm-Jamal Warner  | Theodore «Theo» Huxtable         | Hijo mediano y único hijo varón de la familia. Vive con sus padres hasta que se va a vivir a un apartamento. La causa de sus malas notas se sabe cuando le diagnostican dislexia.                                                         | Todas     | Todas     | Todas     | Todas        | Todas        | Todas     | Todas     | Todas     |
| Tempestt Bledsoe      | Vanessa Huxtable                 | Cuarta hija de la familia Huxtable. En las últimas temporadas se va a estudiar a la universidad y se compromete con un hombre mayor, con quien no se llega a casar.                                                                       | Todas     | Todas     | Todas     | Todas        | Todas        | Todas     | Todas     | Todas     |
| Keshia Knight Pulliam | Rudith «Rudy» Lilian Huxtable    | Hija pequeña de Cliff y Clair. Al principio de la serie solo tiene cinco años, y se va haciendo mayor a lo largo de todas las temporadas.                                                                                                 | Todas     | Todas     | Todas     | Todas        | Todas        | Todas     | Todas     | Todas     |
| Geoffrey Owens        | Elvin Tibideaux                  | Estudiante de medicina. Novio de Sondra y más adelante su marido y padre de sus dos hijos. |           | Parcial   | Parcial   | Todas        | Todas        | Todas     | Todas     | Todas     |
| Joseph C. Phillips    | Teniente Martin Kendall          | Teniente de la marina, que aparece en la familia tras haberse casado con Denise. Está separado y tiene una hija de su anterior matrimonio, Olivia.                                                                                        |           |           |           |              |              | Todas     | Todas     | Parcial   |
| Raven-Symoné          | Olivia Kendall                   | Hijastra de Denise. Al llegar a la casa se integra en la familia, y pasa mucho tiempo con Cliff mientras sus padres están de viaje. |           |           |           |              |              | Todas     | Todas     | Todas     |
| Erika Alexander       | Pamela «Pam» Tucker              | Prima de Clair, que se instala a vivir en su casa en las últimas temporadas. Viene de un barrio que no es tan acomodado como el de la familia Huxtable.                                                                                   |           |           |           |              |              |           | Todas     | Todas     |

- James Theodore Huxtable: supuesto hermano de Cliff que murió a los siete años. Se habla de él en el capítulo 13 de la 5.ª temporada.

## Un mundo diferente
Un mundo diferente fue una serie derivada de The Cosby Show. Consistía en las aventuras de Denise en la Universidad de Hillman. En algunos episodios aparecían algunos miembros de la familia Huxtable, bien en llamadas telefónicas o por visitas que hacían a Denise. Sin embargo, Denise solo estuvo en la serie una temporada. Las siguientes aparecían los amigos de Denise que habían aparecido en la primera temporada, y otros personajes nuevos. La serie tuvo éxito, y fue una de las primeras series sobre estudiantes.

## Transmisiones internacionales
- Estados Unidos: NBC (septiembre de 1984-mayo de 1992), jueves a las 20:00 (ET)
- España: TVE-1 (febrero de 1986-septiembre de 1993)
- Chile: UCTV Canal 13 (marzo de 1985-enero de 1993)
- Venezuela: Radio Caracas Televisión, Venevisión
- México: Televisa Canal 4
- Perú: Frecuencia 2 (1986-1993), Canal 9 (1995-1998)